# Душан Станковић
Душан Станковић (Лозница, 25. август 1971) српски je учитељ, педагошки саветник, саветник-спољни сарадник за област разредне наставе.

## Биографија
Основну школу је завршио у Доњој Борини. Школовање је наставио у Гимназији „Вук Караџић” у Лозници. Након две године „усмереног образовања” трећи и четврти разред средње школе завршава у Шапцу, на Педагошкој академији „Душан Јерковић”, где је 1992. године и дипломирао. На Учитељском факултету у Београду дипломирао је 1997. године. На истом факултету 2006. године је специјализирао образовну технологију (Веб портал – дидактички материјал за реализацију наставе света око нас у другом разреду основне школе), а потом и магистрирао у овој области 2008. године (Интерактивни електронски извори информација у настави природе и друштва). Докторске студије на Учитељском факултету у Београду уписао је 2011. године. Рад на докторској дисертацији Улога система за управљање учењем и поучавањем у настави природе и друштва одобрен му је 2015. године. Докторску дисертацију одбранио је 15. новембра 2017. године на Учитељском факултету у Београду. Од 1992. године ради у Основној школи "Браћа Рибар" у Доњој Борини. Током рада стекао је звање педагошког саветника.
Као коаутор учествовао је у изради радова који се налазе у бази знања „Креативна школа” (Вуков рад на реформи језика и правописа, школска 2006/2007. година и Просветитељство: Доситеј Обрадовић – просветитељске идеје, залагање за увођење народног језика у књижевност, школска 2010/2011. година. Његови ауторски (Систем за управљање учењем у настави природе и друштва, школска 2010/2011. година, Настава природе и друштва у вођеном систему електронског учења, школска 2015/2016. година, Рационализација наставе математике у онлајн окружењу, школска 2017/2018. година, Мешовито учење у настави природе и друштва, школска 2018/2019. година и ИКТ у функцији ефикасне реализације наставе музичке културе, школска 2019/2020. година) и коауторски (Образовни софтвер у настави почетног читања и писања, школска 2011/2012. година и Веб граматика, школска 2016/2017. година) радови награђивани су на конкурсима Дигитални час. Представља примере добре праксе на скуповима Савеза учитеља Републике Србије.
Објавио је више чланака и приказа у „Иновацијама у настави”, „Педагошкој стварности”, „Педагогији”,„Методичкој пракси”, „Образовној технологији”, „Учитељу”, зборницима радова са скупова и конференција. Учествовао је и излагао на научним скуповима међународног и националног значаја. Аутор је научне монографије, збирке песама и коаутор приручника за наставнике.
Појављује се као рецензент и уредник у више објављених радова. Члан је редакције часописа Учитељ. Аутор је и реализатор шест акредитованих програма сталног стручног усавршавања наставника, васпитача и стручних сарадника. Учествовао је у реализацији више пројеката од националног и међународног значаја и био сарадник Завода за вредновање квалитета образовања и васпитања, Завода за унапређивање образовања и васпитања и Министарства просвете, науке и технолошког развоја.
Решењем министра просвете науке и технолошког развоја 2015. године именован је за члана Комисије за полагање испита за лиценцу.
Решењем министра просвете науке и технолошког развоја 2017. године изабран је за саветника-спољног сарадника у области разредне наставе.
Добитник је Светосавске награде за допринос квалитетном образовању и васпитању за 2014. годину и награде Најбољи едукатори Србије 2017.
Од 2020. године Завод за унапређивање образовања и васпитања у сарадњи са Уницефом га је ангажовао као једног од 15 дигиталног ментора чији је задатак да наставницима у Србији пружају конкретну, перманентну и поуздану подршку у области коришћења и примене дигиталних алата у процесу наставе и учења. Дигиталне менторе чини група наставника, истакнутих у различитим областима педагошке употребе дигиталних технологија.
На основу одлуке Завода за вредновање квалитета образовања и васпитања 2022. године уврштен је на листу извршилаца за ангажовање на пословима за потребе Завода за вредновање квалитета образовања и васпитања.

## Монографије
- Веб портали у иновативним моделима наставе, Центар за културу „Вук Караџић”, Лозница. 2006.  978-86-84195-13-7.  132681484

## Приручници
- Алексић, Вељко; Здравковић, Душан; Станковић, Душан; Станојевић, Драгана; Гомилановић, Славица (2013). Општи стандарди постигнућа за основно образовање одраслих, приручник за наставнике, дигитална писменост. Београд: Завод за вредновање квалитета образовања и васпитања. ISBN 978-86-86715-36-4.

## Радови у научним часописима и тематским зборницима

### Научни радови
- Станковић, Душан (2024). „Утицај примене система за управљање учењем на трајност знања ученика у настави природе и друштва”. Педагошка стварност (2): 183—198. doi:10.19090/ps.2024.2.183-198. UDC: 159.953:[371.3::3/5
- Станковић, Душан (2022). „Утицај примене система за управљање учењем на постигнућа ученика у настави природе и друштва”. Педагошка стварност (1): 64—79. doi:10.19090/ps.2022.1.64-79. UDC: 371.3::3/5371.3:371.212.7 COBISS|ID=77853193
- Ставови и мишљења учитеља о улози рачунарских тестова знања софтверског пакета Мудл у унапређивању наставе природе и друштва. Зборник радова са Научног скупа Имплементација иновација у образовању и васпитању – изазови и дилеме. Учитељски факултет. UDC 371.263:004.9; 004.42 MOODLE:3/5  221865484
- Мишљења учитеља о могућностима примене система за управљање учењем у реализацији наставних садржаја ширег природног и друштвеног окружења. Методичка пракса, Београд, 2014, 3, 13, 275-292 UDC: 37.012 ISSN 0354-9801
- Улога тест модула система за управљање учењем у настави природе и друштва. Образовна технологија, Београд, 2014, 3, 267-276 UDC: 371.3 ISSN 1450-9407
- Интерактивне учионице. Образовна технологија, Београд, 2011, 2, 151-156 UDC: 371.3.333 ISSN 1450-9407
- Интерактивни електронски извори информација у функцији подизања квалитета наставе природе и друштва. Иновације у настави, Београд, XXII, 3, UDC 371.3::3/5 371:004.738.5 ISSN 0352-2334 197809420
- Станковић, Д. (2009): Веб портали за припрему и реализацију наставе у основној школи. Иновације у настави, Београд, 2009, XXII, 2, 129-141. UDC 37.018.43 371.694:004 ISSN 0352-2334 197798668

### Стручни радови
- Системи за управљање учењем у светлу Блумове таксономије васпитно-образовних циљева и задатака у когнитивном подручју. Педагогија, Београд, 2021, LXXVI, 1/2, 21-31. UDK: 159.953 37.01 Блум Бенџамин ISSN 0031-3807 40566793
- Систем за управљање учењем у настави природе и друштва. Иновације у настави, Београд, 2013, XXVI, 4, 114-125. UDC 371.3::3/5 (075.2) 004.738.1:3/5 (075.2) ISSN 0352-2334
- Солаковић, Игор, Станковић, Душан и Спремић Солаковић, Ана: Значај веб портала као извора електронског наставног материјала за припрему и реализацију наставе. Конференција Техника и информатика у образовању. Зборник радова, Књига II, Технички факултет, Чачак. 2012.  978-86-7776-139-4. стр. 524-530. UDC: 37::004.55  191233292
- Станковић, Душан и Станковић, Александра: Припрема интерактивног софтвера за наставу. Учитељ, Београд, 2012, 79, 1, 54-58. UDC 37 ISSN 0352-2253
- Мултимедијални уџбеник. Педагошка пракса, Просветни преглед, Београд, 2011, година XXVIII, број 797, јун, 6-7.
- Управљање рачунарским кабинетом. Школска дигипедија, Просветни преглед, Београд, 2011, година II, број 6, јун 4.
- Рачунарске апликације на белој табли. Педагошка пракса, Просветни преглед, Београд, 2010, година XXVII, број 771, октобар, 6-7.
- Образовно-васпитни веб портали. Методичка пракса, Београд, 2010, 2, 203-214. UDC: 371.3.333 ISSN 0354-9801
- Веб портали у припреми и реализацији наставе. Учитељ, Београд, 2010, 78, 1, 72-75. ISSN 0352-2253
- Интерактивни електронски уџбеник у настави природе и друштва. Зборник радова са Научног скупа Иновације у основношколском образовању - вредновање, Учитељски факултет, Београд, 2009, 562-568. UDC 371.671:3/5-004.031.42  39102991
- Интерактивни систем Сентео. Образовна технологија, Београд, 2009, 4, 109-115.UDC: 371.333 ISSN 1450-9407
- Дигиталне библиотеке. Образовна технологија, Београд, 2009, 1-2, 65-70. UDC: 371.33 ISSN 1450-9407
- Виртуелна реалност у образовању. Образовна технологија, Београд, 2008, 3-4, 65-68. UDC 371.333 ISSN 1450-9407
- Веб портали и образовање на даљину за припрему и реализацију наставе. Иновације у настави, Београд, 2008, XXI, 3, 114-120. UDC 004.738.5:371.333 ISSN 0352-2334  153680652
- Дидактички медији. Образовна технологија, Београд, 2008, 2, 81-92. UDC: 371.333 ISSN 1450-9407
- Интерактивна табла у образовању. Методичка пракса, Београд, 2008, 1-2, 81-89. UDC: 37.018.43 ISSN 0354-9801
- Интерактивни електронски извори информација у настави природе и друштва. Образовна технологија, 2007, Београд, 4, 29-42. UDC: 37.018.43 ISSN 1450-9407
- Проблемска настава. Образовна технологија, Београд, 2007, 3, 83-94. UDC: 371.3 ISSN 1450-9407
- Могућности примене Pocket PC рачунара у настави. Образовна технологија, Београд, 2007, 1-2, 92-95. UDC: 37.026 ISSN 1450-9407
- Моделовање веб портала за реализацију наставе. Образовна технологија, Београд, 2006, 4, 47-54. UDC: 371.68 ISSN 1450-9407

### Прикази
- Приказ студије: Џули Когил: Како се интерактивна бела табла користи у основној школи и како утиче на наставнике и наставу, Методичка пракса, Београд, 2009, 1, 184-186. ISSN 0354-9801
- Приказ књиге: Игор Солаковић: Мултимедијални уџбеник у функцији квалитетне наставе, Методичка пракса, Београд, 2009, 1, 187-188. ISSN 0354-9801
- Станковић, Душан и Станковић, Александра: Приказ књиге: Игор Солаковић: Системи за образовање на даљину на наставничким факултетима, Образовна технологија, Београд, 2013, 1, 103-106. UDC: 37 ISSN 1450-9407

## Збирке песама
- Ружичасто склониште, Центар за културу Владимирци, Владимирци, 1995. UDC 886.1-14  98189831

## Присуство у зборницима радова и лексиконима
- Кундачина, Миленко; Пајић Илић; Мирјана (2019). Лексикон стваралаца у предуниверзитетском образовању. Београд: KLETT друштво за развој образовања. ISBN 978-86-900894-1-3.
- Ad Drinum, Зборник радова малозворничких песника и ликовних уметника, Библиотека "17. септембар", Мали Зворник, 2018.  978-86-900390-0-5  264007180

## Музичко стваралаштво
На Педагошкој академији „Душан Јерковић” у Шапцу 1988. године упознаје се са Мирославом Живановићем и приступа његовој рок групи Delirium Maximum. У почетку вежбају сами (Душан Станковић – гитара, Мирослав Живановић – клавијатура), а убрзо им се, на бубњевима, прикључује Мирослављев брат, Мирко Живановић. Мирослав прелази на бас гитару, а у бенд долазе Саша Цана Станковић (соло гитара) и Саша Ћоса Поповић (вокал). У овом саставу група на гитаријади на Старом граду у Шапцу заузима четврто место у конкуренцији 25 бендова.
Током 1989. године група мења састав и добија нови изглед: Љупко Станојевић (соло гитара), Душан Станковић (ритам гитара), Мирко Живановић (бубњеви) и Мирослав Живановић (бас-гитара и вокал). Састав је имао доста наступа. Четвртком су свирали у сали Педагошке академије, крећу на турнеју по Срему и свирају у, још увек актуелним, акцијашким насељима. Група је била чест гост радио станица у оквиру термина који су били резервисани за рок музику.
Из групе одлази Љупко Станојевић, а његово место, на соло гитари, заузима Милан Катанић. У групу долази и Чедомир Богдановић – Чеда Босанац (вокал), тако да бенд постаје петорка: Чедомир Богдановић (вокал), Милан Катанић (соло гитара), Душан Станковић (ритам гитара), Мирослав Живановић (бас гитара и вокал), Мирко Живановић (бубњеви).
Почетком деведесетих група је била веома активна. Бележи бројне наступе у Шапцу, Ваљеву, Лозници, Владимирцима, Богатићу и у местима у околини ових градова.
У овом саставу група је у студију "Одисеја" у Београду крајем 1991. и почетком 1992. године снимила и демо материјал "Пут, воз и блуз" (А1 – Опасне ноћи, А2 – Нама нису одузели све, А3 – Пут, воз и блуз, А4 – Мени кравата лоше стоји, Б1 – Немој ме се одрећи, Б2 – Понекад, Б3 – Страх од песника, Б4 – Онтарио, Б5 – Треба ми жена). Сниматељ и продуцент био је Владимир Рацковић.
Због одласка из Шапца Душан Станковић напушта групу 1992. године.